# Зеноу
Зеноу (рум. Zănou) — село у повіті Караш-Северін в Румунії. Входить до складу комуни Сікевіца.
Село розташоване на відстані 338 км на захід від Бухареста, 62 км на південь від Решиці, 123 км на південний схід від Тімішоари.

## Населення
За даними перепису населення 2002 року у селі проживали 60 осіб, з них 59 осіб (98,3%) румунів. Рідною мовою 59 осіб (98,3%) назвали румунську.